# Hoa hậu Nicaragua
Hoa hậu Nicaragua (tên tiếng Anh: Miss Nicaragua) là cuộc thi sắc đẹp dành cho phụ nữ trẻ mang quốc tịch Nicaragua, từ 18 đến 27 tuổi. Cuộc thi thường được tổ chức tại Nhà hát Quốc gia Rubén Dario ở Managua. Cuộc thi đã cử đại diện đến với Hoa hậu Hoàn vũ. Từ năm 1980 đến 1990, cuộc thi bị chính quyền Sandinista cấm tổ chức. Kể từ năm 2005, nước này không còn cử thí sinh tham dự cuộc thi Hoa hậu Thế giới mà nhìn chung có Á hậu 1 hoặc quán quân cuộc thi tham gia. Từ năm 2011, đại diện Hoa hậu Thế giới được bầu tham dự cuộc thi Hoa hậu Thế giới Nicaragua.
Hoa hậu Nicaragua đã giành được danh hiệu Hoa hậu Hoàn vũ lần đầu tiên vào năm 2023, đó là Sheynnis Palacios đến từ Carazo nhưng chưa có danh hiệu Hoa hậu Thế giới và Hoa hậu Trái đất.
Kể từ 2024, Hoa hậu Nicaraguagua chính thức mất bản quyền cử thí sinh đến với Hoa hậu Hoàn vũ, kết thúc cột mốc gần 70 năm cử thí sinh đến đấu trường này, tuy vậy cái kết đáng tự hào trước khi mất bản quyền là cuộc thi dành được vương miện từ cuộc thi khốc liệt nhất hành tinh -  Hoa hậu Hoàn vũ.

## Lịch sử
Cuộc thi sắc đẹp Hoa hậu Nicaragua là cuộc thi quan trọng nhất dành cho phụ nữ ở Nicaragua. Señorita Nicaragua đầu tiên được tổ chức vào năm 1955. Cuộc thi được tổ chức bởi Club de Leones, Club 20–30 và Club Terraza, một trong những câu lạc bộ quan trọng nhất ở Managua trong những năm 1950.

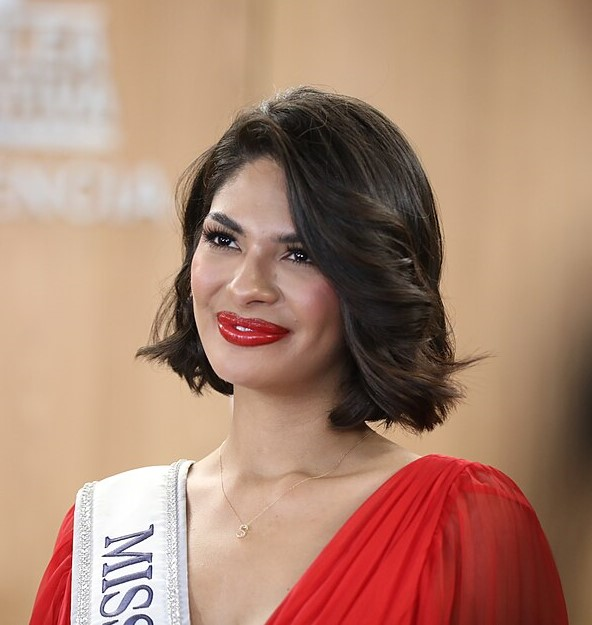
Sheynnis Palacios - Hoa Hậu Hoàn Vũ 2023 đến từ Nicaragua

Hoa hậu Nicaragua đầu tiên là Rosa Argentina Lacayo (R.I.P.) khi vào năm 1955 trở thành đệ nhất phu nhân đại diện cho Nicaragua tại Hoa hậu Hoàn vũ 1955 được tổ chức tại Long Beach, California, Hoa Kỳ, Lacayo's đã không thể lọt vào Top 15 trong cuộc thi bất cứ ai được công nhận với tư cách là người chiến thắng giải Cô gái mặc đẹp nhất. Lacayo qua đời vào tháng 9 năm 2016 ở tuổi 79.
Trong những năm tiếp theo cho đến năm 1979, Nicaragua đã cử 13 đại biểu tham dự Hoa hậu Hoàn vũ lần đầu tiên lọt vào Top 12 vào năm 1977 được tổ chức tại Santo Domingo, Cộng hòa Dominica với Beatriz Obregón Lacayo, người đã trở thành người Nicaragua đầu tiên lọt vào top Hoa hậu Hoàn vũ. Năm 1979, Hoa hậu Hoàn vũ được tổ chức tại Perth, Australia, đại sứ Nicaragua Patricia Pineda Chamorro đã từ chối tham gia cuộc thi cuối cùng do gia đình Somoza đang cai trị Nicaragua trong thập kỷ này đe dọa giết chết. Trong năm nay, người nắm giữ quyền tổ chức Hoa hậu Nicaragua đã từ chức để cử thêm đại diện tham gia cuộc thi.
Sau 12 năm, Nicaragua trở lại Hoa hậu Hoàn vũ sau thất bại trước Somoza, Viện Du lịch Nicaragua (INTUR) đã đăng quang cuộc thi Hoa hậu Nicaragua và trao vương miện cho Ana Sofía Pereira từ Managua với tư cách là Hoa hậu mới Nicaragua 1991, cô đại diện cho đất nước tham dự Hoa hậu Hoàn vũ 1991 được tổ chức ở Las Vegas, Nevada, Hoa Kỳ. Trong những năm 1990 và với sự chỉ đạo của INTUR, Nicaragua đã cử thêm 6 đại biểu tham dự Hoa hậu Hoàn vũ, tại thời điểm này có 19 đại biểu đại diện cho đất nước tại Hoa hậu Hoàn vũ. Năm 1996, Luz María Sánchez Herdocia đăng quang Hoa hậu Nicaragua 1996 nhưng cô không thể tham gia cuộc thi do thiếu kênh có nhiệm vụ trả tiền cho Sánchez Herdocia.
Bắt đầu từ những năm 2000 vào năm 2001, Intur mất quyền tổ chức Hoa hậu Nicaragua và được nắm giữ bởi Silhuetas Modelos, một học viện người mẫu ở Nicaragua dưới sự giám đốc của Karen Celebertti, một cựu cuộc thi tại Hoa hậu Nicaragua 1992. Sau một năm vắng bóng tại Hoa hậu Hoàn vũ, một cuộc thi mới Hoa hậu Nicaragua đã đăng quang để đại diện cho đất nước tại Hoa hậu Hoàn vũ 2001 được tổ chức tại Bayamón, Puerto Rico, nơi Ligia Argüello Roa trở thành Hoa hậu Nicaragua 2001. Trong cuộc thi Hoa hậu Hoàn vũ 2007 được tổ chức tại Thành phố Mexico, Mexico, đại diện của Nicaragua Xiomara Blandino đã lọt vào top 15 ( Top 10 cuộc thi) sau 30 năm kể từ khi Nicaragua lần đầu tiên vượt qua vòng loại.
Trong những năm 2010, Hoa hậu Nicaragua đã tranh tài tại Hoa hậu Hoàn vũ trong 10 năm liên tiếp, thời gian dài nhất của Nicaragua trong cuộc thi Hoa hậu Hoàn vũ 2013 được tổ chức tại Tòa thị chính Crocus ở Moscow, Nga. Là người gốc Carazo, có trụ sở tại Hoa Kỳ, Nastassja Bolívar đã đăng quang Hoa hậu Nicaragua 2013 và đại diện cho đất nước tham dự Hoa hậu Hoàn vũ tiến vào Top 16 của phiên bản đưa đất nước trở thành Hoa hậu Hoàn vũ sau 6 năm kể từ năm 2007, trong ấn bản này, Nicaragua đã giành được giải thưởng Trang phục dân tộc đẹp nhất lần đầu tiên. Sự thật thú vị là Nicaragua đã đứng ở vị trí thứ 2 trong hạng mục giải thưởng này vào năm 2009 tại Nassau, Bahamas và vị trí thứ 6 vào năm 2012 trong phiên bản ở Las Vegas. Bolívar đã bị tổ chức Hoa hậu Nicaragua truất ngôi vào đầu năm 2014 khi cô đề cập đến việc giám đốc quốc gia không đồng ý với một số chiến lược trong thời gian cô đại diện tại Nga. Năm 2015, Nicaragua đứng ở vị trí thứ 4 trong cuộc thi Trang phục dân tộc đẹp nhất cùng với Hoa hậu Nicaragua 2015 Daniela Torres, người đại diện cho đất nước tại Las Vegas.
Hoa hậu Nicaragua 2020 chứng kiến sự đăng quang của Ana Marcelo, người phụ nữ đầu tiên đến từ Sở Estelí giành được danh hiệu này. Tại Hoa hậu Hoàn vũ 2020, Marcelo lọt vào top 21 thí sinh lọt vào bán kết, đánh dấu lần thứ tư Nicaragua lọt vào top đầu và là lần đầu tiên kể từ năm 2013. Hoa hậu Nicaragua 2021 và 2022 là Allison Wassmer và Norma Huembes, cả hai đều không có thứ hạng tương ứng. cuộc thi Hoa hậu Hoàn vũ.
Hoa hậu Hoàn vũ 2023 được tổ chức tại San Salvador, El Salvador vào ngày 18/11. Đại diện Nicaragua là Hoa hậu Nicaragua 2023, Sheynnis Palacios đến từ Carazo, đăng quang vào tối ngày 5/8/2023. Palacios trở thành người Nicaragua đầu tiên giành chiến thắng ở 3 cuộc thi lớn nhất Nicaragua là Miss Teen Nicaragua (2016), Miss World Nicaragua (2020) và Hoa hậu Nicaragua (2023). Palacios trở thành đại biểu thứ 5 của Nicaragua lọt vào bán kết Hoa hậu Hoàn vũ và là đại biểu đầu tiên kể từ vị trí Top 21 năm 2020 của Ana Marcelo. Cô tiếp tục giành chiến thắng trong cuộc thi Hoa hậu Hoàn vũ 2023, vượt qua 83 phụ nữ từ khắp nơi trên thế giới và trở thành người Trung Mỹ và Nicaragua đầu tiên giành được vương miện Hoa hậu Hoàn vũ.
Hai tháng sau đêm chung kết Hoa hậu Hoàn vũ 2023, chính quyền Ortega đã tước quyền đăng cai Hoa hậu Nicaragua khỏi tay Karen Celebertti. Celebertti đã tham gia các cuộc biểu tình chống lại chính phủ vào năm 2018, và do đó đã bị chính phủ Ortega buộc tội một số tội danh. Cô không được phép quay lại Nicaragua và đã định cư ở Mexico kể từ đó. Cô hiện đang làm việc cho tổ chức Hoa hậu Hoàn vũ với vai trò là bộ phận thu hút tài năng. Celebertti chính thức tuyên bố từ chức tổ chức Hoa hậu Nicaragua trong một bài đăng trên Instagram.
Tính đến tháng 5 năm 2024, Hoa hậu Nicaragua không có giấy phép tham gia cuộc thi Hoa hậu Hoàn vũ.

## Thí sinh
Những người tham gia cuộc thi Hoa hậu Nicaragua phải ít nhất 18 tuổi. Sau khi chọn người tham gia, từ 8 đến 17 thí sinh được bầu và đại diện cho một thành phố hoặc khu vực. Phần lớn người chiến thắng Hoa hậu Nicaragua đều đến từ Managua.
Từ năm 2023, cuộc thi Hoa hậu Nicaragua cho phép phụ nữ đã lập gia đình và làm mẹ tham gia cuộc thi.
Ngoài ra, phụ nữ chuyển giới cũng được phép tham gia cuộc thi, tuy nhiên vì không có bất kỳ quy định nào của chính phủ về việc hợp pháp hóa nên các thí sinh không được phép tham gia cuộc thi quốc gia.

### Xếp hạng khu vực

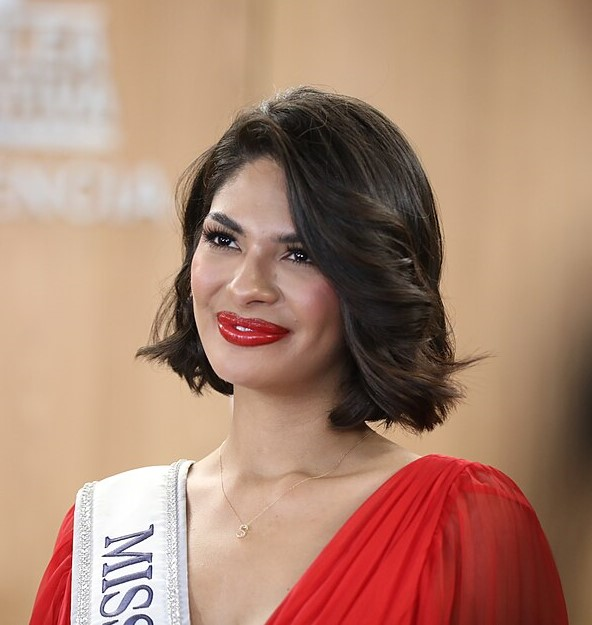
Sheynnis Palacios - Hoa Hậu Hoàn Vũ 2023 đến từ Nicaragua

Xếp hạng sở khu vực chiến thắng Hoa hậu Nicaragua từ năm 1955 - 2023.
| Khu vực      | Số lần chiến thắng | Năm chiến thắng                                                                                            |
| ------------ | ------------------ | --- |
| Managua      | 18                 | 1955, 1971, 1991, 1992, 1995, 1996, 1998, 2001, 2002, 2004, 2005, 2006, 2007, 2009, 2011, 2015, 2019, 2021 |
| Carazo       | 4                  | 1963, 2013, 2022, 2023                                                                                     |
| Chinandega   | 3                  | 2008, 2014, 2018                                                                                           |
| León         | 3                  | 1970, 1973, 1974                                                                                           |
| Matagalpa    | 3                  | 1968, 1976, 2016                                                                                           |
| Masaya       | 3                  | 1975, 1978, 2012                                                                                           |
| Rivas        | 3                  | 1977, 1979, 1993                                                                                           |
| Tipitapa     | 2                  | 1969, 2003                                                                                                 |
| Estelí       | 1                  | 2020 |
| El Rama      | 1                  | 2017 |
| Bluefields   | 1                  | 2010 |
| Río San Juan | 1                  | 1999 |

## Danh sách các Hoa hậu Nicaragua và thành tích quốc tế
Chú thích:
- : Chiến thắng
- : Đạt danh hiệu Á hậu hoặc thứ hạng cao
- : Tiến vào chung kết
- : Tiến vào bán kết/tứ kết
- : Tham dự và được giải thưởng

| Năm                                                 | Người chiến thắng             | Sở khu vực                    | Tham dự cuộc tế      | Kết quả     | Ghi chú                                     |
| --------------------------------------------------- | ----------------------------- | ----------------------------- | -------------------- | ----------- | ------------------------------------------- |
| 1955                                                | Rosa Argentina Lacayo (†)     | Managua                       | Hoa hậu Hoàn vũ 1955 | Tham dự     | Nữ hoàng Thời trang                         |
| Cuộc thi không tổ chức vào những năm từ 1956 - 1962 |                               |                               |                      |             |                                             |
| 1963                                                | Leda Sánchez de Parrales      | Carazo                        | Hoa hậu Hoàn vũ 1963 | Tham dự     |                                             |
| Cuộc thi không tổ chức vào những năm từ 1964 - 1967 |                               |                               |                      |             |                                             |
| 1968                                                | Margine Davidson Morales      | León                          | Hoa hậu Hoàn vũ 1968 | Tham dự     |                                             |
| 1969                                                | Soraya Herrera Chávez         | Managua                       | Hoa hậu Hoàn vũ 1969 | Tham dự     |                                             |
| 1970                                                | Xiomara Paguaga Rodriguez     | León                          | Hoa hậu Hoàn vũ 1970 | Tham dự     |                                             |
| 1971                                                | Xiomara Paguaga               | Managua                       | Hoa hậu Hoàn vũ 1971 | Tham dự     |                                             |
| Cuộc thi không tổ chức vào 1972                     |                               |                               |                      |             |                                             |
| 1973                                                | Ana Cecilia Saravia Lanzas    | León                          | Hoa hậu Hoàn vũ 2007 | Tham dự     |                                             |
| 1974                                                | Francys Duarte                | León                          | Hoa hậu Hoàn vũ 2007 | Tham dự     |                                             |
| 1975                                                | Aida Maritza Sanchez          | Masaya                        | Hoa hậu Hoàn vũ 2007 | Tham dự     |                                             |
| 1976                                                | Ivania Navarro Yenic          | León                          | Hoa hậu Hoàn vũ 2007 | Tham dự     |                                             |
| 1977                                                | Beatriz Obregón Lacayo        | Rivas                         | Hoa hậu Hoàn vũ 1977 | Top 12      |                                             |
| 1978                                                | Claudia Herrera Cortez        | Masaya                        | Hoa hậu Hoàn vũ 1978 | Tham dự     |                                             |
| 1979                                                | Patricia Pineda Chamorro      | Rivas                         | Hoa hậu Hoàn vũ 1979 | Tham dự     | Thí sinh rút lui                            |
| Cuộc thi không tổ chức vào những năm từ 1980 - 1990 |                               |                               |                      |             |                                             |
| 1991                                                | Ana Sofía Pereira             | Managua                       | Hoa hậu Hoàn vũ 1991 | Tham dự     |                                             |
| 1992                                                | Ida Patricia Delaney          | Managua                       | Hoa hậu Hoàn vũ 1992 | Tham dự     |                                             |
| 1993                                                | Luisa Amalia Urcuyo Lacayo    | Rivas                         | Hoa hậu Hoàn vũ 1993 | Tham dự     |                                             |
| 1995                                                | Linda Clerk Castillo          | Managua                       | Hoa hậu Hoàn vũ 1994 | Tham dự     |                                             |
| 1996                                                | Luz María Sánchez Herdocia    | Managua                       | Hoa hậu Hoàn vũ 1995 | Tham dự     | Thí sinh chưa thể xuất ngoại để chinh chiến |
| 1998                                                | Claudia Alaniz                | Managua                       | Hoa hậu Hoàn vũ 1996 | Tham dự     |                                             |
| 1999                                                | Liliana Sofía Pilarte Centeno | Río San Juan                  | Hoa hậu Hoàn vũ 1997 | Tham dự     |                                             |
| Cuộc thi không tổ chức vào năm 2000                 |                               |                               |                      |             |                                             |
| 2001                                                | Ligia Cristina Argüello Roa   | Managua                       | Hoa hậu Hoàn vũ 2001 |             |                                             |
| 2002                                                | Marianela Lacayo Mendoza      | Managua                       | Hoa hậu Hoàn vũ 2002 |             |                                             |
| 2003                                                | Claudia Salmerón Aviles       | Managua                       | Hoa hậu Hoàn vũ 2003 |             |                                             |
| 2004                                                | Marifely Argüello César       | Managua                       | Hoa hậu Hoàn vũ 2004 |             |                                             |
| 2005                                                | Daniela Clerk Castillo        | Managua                       | Hoa hậu Hoàn vũ 2005 |             |                                             |
| 2006                                                | Cristiana Frixione            | Managua                       | Hoa hậu Hoàn vũ 2006 |             |                                             |
| 2007                                                | Xiomara Blandino              | Managua                       | Hoa hậu Hoàn vũ 2007 | Top 10      |                                             |
| 2008                                                | Thelma Rodríguez              | Chinandega                    | Hoa hậu Hoàn vũ 2008 | Tham dự     |                                             |
| 2009                                                | Indiana Sánchez               | Managua                       | Hoa hậu Hoàn vũ 2009 |             | Á hậu 2 Quốc phục đẹp nhất                  |
| 2010                                                | Scharllette Allen             | Khu tự trị bờ biển Nam Caribe | Hoa hậu Hoàn vũ 2010 | Tham dự     |                                             |
| 2011                                                | Adriana Dorn                  | Managua                       | Hoa hậu Hoàn vũ 2011 | Tham dự     |                                             |
| 2012                                                | Farah Eslaquit                | Masaya                        | Hoa hậu Hoàn vũ 2012 |             | Á hậu 6 Quốc phục đẹp nhất                  |
| 2013                                                | Nastassja Bolívar             | Carazo                        | Hoa hậu Hoàn vũ 2013 | Top 16      | Quốc phục đẹp nhất                          |
| 2014                                                | Marline Barberena             | Chinandega                    | Hoa hậu Hoàn vũ 2014 | Tham dự     |                                             |
| 2015                                                | Daniela Torres                | Managua                       | Hoa hậu Hoàn vũ 2015 |             | Á hậu 4 Quốc phục đẹp nhất                  |
| 2016                                                | Marina Jacoby                 | Matagalpa                     | Hoa hậu Hoàn vũ 2016 | Tham dự     |                                             |
| 2017                                                | Berenice Quezada              | Khu tự trị bờ biển Nam Caribe | Hoa hậu Hoàn vũ 2017 | Tham dự     |                                             |
| 2018                                                | Adriana Paniagua              | Chinandega                    | Hoa hậu Hoàn vũ 2018 | Tham dự     |                                             |
| 2019                                                | Inés López                    | Managua                       | Hoa hậu Hoàn vũ 2019 | Tham dự     |                                             |
| 2020                                                | Ana Marcelo                   | Estelí                        | Hoa hậu Hoàn vũ 2020 | Top 21      |                                             |
| 2021                                                | Allison Wassmer               | Managua                       | Hoa hậu Hoàn vũ 2021 | Tham dự     |                                             |
| 2022                                                | Norma Huembes                 | Carazo                        | Hoa hậu Hoàn vũ 2022 | Tham dự     |                                             |
| 2023                                                | Sheynnis Palacios             | Carazo                        | Hoa hậu Hoàn vũ 2023 | Chiến thắng | Lần đầu và cuối chiến thắng                 |